# Нетерпимость (фильм)
«Нетерпимость» (англ. Intolerance, 1916) — американский эпический немой 3,5-часовой художественный фильм Дэвида Уорка Гриффита, ставший этапным в развитии мирового кинематографа (артхауса в частности). Картина считается шедевром эпохи немого кино и была названа одним историком «единственной кинофугой» (англ. «the only film fugue»).

## Сюжет
Гриффит показал 4 эпохи: древнюю Иудею (в пылу религиозной нетерпимости фарисеи распяли Христа), Вавилон (борясь за власть, жрецы предали царя Валтасара), Францию (1572) (борьба между католиками и гугенотами вызвала резню в ночь св. Варфоломея), наши дни (1914) (вражда чуть не приводит к смертной казни невинного человека). Гриффит строит действие своего фильма единовременно, свободно переходя от Вавилона к современности и обратно, а не в хронологическом порядке. Части связываются в единое целое образом женщины (Лиллиан Гиш), укачивающей ребёнка, и строками из Уолта Уитмена: «И вечно будет колыбель качаться, / Плетя времён связующую нить, / Воспев и радости, и горькое страданье».

Эти разные истории сперва потекут, подобно четырём потокам, на которые смотришь с вершины горы. Вначале эти четыре потока побегут отдельно, плавно и спокойно. Но чем дальше будут они бежать, тем всё больше и больше будут сближаться, тем быстрее будет их течение, и, наконец, в последнем акте они сольются в единый поток взволнованной эмоции.
— Дэвид Гриффит

### Эпизод «Падение Вавилона»
Вавилонии угрожает персидский царь Кир, однако царь Валтасар (Альфред Педжет) больше занят своей царицей (Сина Оуэн), чем делами государственными.
Своенравную девушку с гор (Констанс Толмедж) собственный брат пытается выдать замуж. Но на смотринах её никто не хочет, даже за деньги. В этот момент появляется Валтасар и даёт ей «Право» выйти замуж за кого она захочет. Девушка даёт обет хранить верность Валтасару. Она отвергает ухаживания придворного поэта Рапсода (Элмер Клифтон) и верховного жреца Баала (Талли Маршалл).
Верховный жрец, желая установить культ нового божества, ведёт борьбу со сторонниками религиозной терпимости Набонидусом. Прибегая к помощи Рапсода, верховный жрец ведёт переговоры с Киром. В итоге Кир идёт на осаду Вавилона. Валтасар, отразив натиск, приказывает устроить пир.
Жрец предупреждает Кира, что надзор ослаблен. Рапсод проговорился о предательстве девушке с гор. Она хочет предупредить Валтасара, но слишком поздно. Персы проникают в покои Валтасара. Валтасар и его возлюбленная-царица кончают жизни самоубийством.

### Эпизод «Мать и закон»
Сестра промышленника Дженкинса на пышном балу просит своего брата о поддержке пуританской организации.
По приказу заработная плата была снижена на 10 %. Начинается всеобщая забастовка. Среди бастующих — юноша. Войска подавляют забаставку. Девушка и юноша покидают рабочий поселок и переселяются в город.
Юноша занимается грабежом и становится сутенёром. Отец девушки умирает, и она выходит замуж за юношу. Он начинает вести честную жизнь, но его банда подставляет его, и он несправедливо арестован. За время отбывания наказания у его жены родился ребёнок. Но пуритане вместе с сестрой Дженкинса похитили его. Мать обращается к главарю бывшей банды своего мужа.
Вечером главарь банды («мушкетёр трущоб») проникает в комнату женщины, а его любовница в это время следит за ним. Главарь хочет изнасиловать девушку, но этому мешает освободившийся из тюрьмы муж. Любовница главаря, пользуясь случаем, убивает своего любовника из револьвера, а затем подбрасывает револьвер в комнату. Юноша поднимает его, приходит полиция, и его обвиняют в убийстве.
Девушка присутствует на процессе мужа. Его приговаривают к смертной казни через повешение. Девушка в отчаянии, вместе с офицером полиции, который ей верит, бежит к губернатору просить о помиловании. Но он только что уехал. Настоящая убийца, терзаемая совестью, признаётся во всём молодой супруге осуждённого. Жена юноши и убийца в гоночном автомобиле мчатся за поездом. Тем временем в тюрьме приговорённый готовится к смерти, принимает последнее причастие; его ведут на эшафот, стоящий во дворе. Автомобиль догнал поезд, губернатор подписывает помилование, бумага привозится в тюрьму в тот миг, когда палач набрасывает петлю на шею невинно осуждённого. Несправедливый закон побеждён — муж, жена и ребёнок наконец вместе.

### Эпизод «Варфоломеевская ночь»
Герои этой истории — юная пара гугенотов, девушка по прозвищу Карие Глазки (англ. Brown Eyes) и её возлюбленный Проспер Латур. Накануне Варфоломеевской ночи они заключили помолвку. Наутро начинается резня. Католики врываются в дом, убита мать девушки, её маленькую сестру выбрасывают из колыбели: тема колыбели «вечной матери» (Лилиан Гиш) красной нитью проходит через весь фильм. Солдат-наёмник, который уже давно поглядывал на девушку, хватает её и пытается утащить в спальню. Она сопротивляется, и в борьбе он пронзает её мечом. Проспер пытается спасти возлюбленную, но приходит слишком поздно: он находит смертельно раненую девушку на полу. С трупом невесты он выбегает на улицу и молит солдат короля застрелить его.

### Эпизод «Жизнь и страдания Христа»
Включает сцены «Иисус среди фарисеев», «Брак в Канне», «Пир Валтасара». Завершается сценой распятия Христа на Голгофе. Момент является ключевым для понимания миссионерского замысла фильма. Только после завершения сюжетной линии про жизнь и страдания Христа, оканчивающейся сценой распятия — искупления грехов человечества — завершается и основная «американская» сюжетная линия.
Лежащая на поверхности идея — американская демократия, помноженная на технические и социальные достижения (гоночные автомобили, телефон, система правосудия) позволяет завершить фильм хэппи-эндом, предотвратить гибель невиновного в преступлении. Новейшее достижение техники — кинематограф — также неявно противопоставляется классическим миссионерским усилиям по «исправлению нравов», показанным в фильме сатирически, как гораздо более эффективный способ распространения идей толерантности и изменения убеждений.
Более глубокий замысел «Нетерпимости» — избавление от страданий для всех людей, обусловленное искупительной жертвой Христа. Этой теме посвящена концовка фильма (сияющий крест, ангелы, мир во всём мире).
Таким образом, Гриффит одним из первых предпринимает попытку донесения христианских ценностей и мировоззрения новейшими для того времени средствами. Американскую демократию, помноженную на новейшую технику, он считает решением вековых проблем человечества и шагом вперёд в воплощении христианских ценностей. Чтобы усилить эту идею, он завершает фильм революционным для того времени хэппи-эндом.

### Эпилог
В финале с помощью впервые применённого перекрёстного монтажа показаны завершения всех сюжетных линий: Христа ведут на Голгофу; влюблённая в Валтасара девушка спешит предупредить его об измене жрецов, но все они погибают; гугенот не спасает свою возлюбленную; жена рабочего мчится на автомобиле с приказом губернатора о помиловании её мужа. Только в последней сюжетной линии всё завершается благополучно. Фильм заканчивается эпилогом, состоящим из эпизодов, снятых общим планом.
Сеймур Стерн об эпилоге:

В эпилоге Гриффит показывает в ярких кадрах Армагеддона грядущих времён, развязывающего мировую войну, а также бомбардировку Нью-Йорка, низвержение последних мировых тиранов, уничтожение тюрем и всех орудий угнетения, освобождение всех людей и всех наций от всех видов порабощения, начало всеобщего мира на основах всеобщей любви и, как бы венец всему, — апокалипсическое видение, сопровождаемое субтитром: «И истинная любовь принесёт нам вечный мир».

## В ролях
- Лиллиан Гиш — мать, качающая колыбель

### Эпизод «Мать и закон»
- Мэй Марш — прелестнейшая из девушек
- Роберт Харрон — юноша
- Сэм де Грасс[англ.] — фабрикант-зверь Дженкинс
- Мириам Купер — покинутая
- Уолтер Лонг — «мушкетёр трущоб»
- Маргерит Марш[англ.] — дебютантка
- Ллойд Ингрехем[англ.] — судья
- Тод Браунинг — вор
- Эдуард Диллон — вор
- Монти Блю — организатор забастовки
- А.-У. Мак Люр — пастор

### Эпизод «Жизнь и страдания Христа»
- Хоуард Гэй[англ.] — Иисус Назарей
- Джордж Уолш — жених из Каны
- Бесси Лав — невеста
- Ольга Грей — взрослая женщина
- Эрих фон Штрогейм — фарисей

### Эпизод «Варфоломеевская ночь»
- Марджери Уилсон — Кареглазка, гугенотка
- Юджин Пеллет — Проспер Латур, жених, гугенот
- Джозефина Кроуэлл — Екатерина Медичи
- Фрэнк Беннет[англ.] — Карл IX
- Споттисвуд Эйткен — адмирал Колиньи
- Дуглас Фэрбенкс — человек на белом коне

### Эпизод «Падение Вавилона»
- Констанс Толмадж — девушка с гор
- Элмер Клифтон[англ.] — Рапсод
- Олфред Пэджет[англ.] — Валтасар
- Сина Оуэн — любимая царица
- Талли Маршалл — верховный жрец Баала

эпизодические роли
- Джевал Кармен[англ.]
- Милдред Харрис
- Кэрол Демпстер
- Полина Старк
- Герберт Бирбом Три
- Доналд Крисп
- Оуэн Мур
- Ноэл Коуард
- Коллин Мур
- Сильвия Эштон
- Констанс Колльер
- Мадам Сул-Те-Ван
- Кармел Майерс
- Найджел Де Брулир
- Винифред Уэстовер (впервые на экране)

## Работа над фильмом
Общая стоимость производства фильма «Нетерпимость», считая и производство картины «Мать и закон», достигла 1750 тыс. долл. Дополнительные расходы на рекламу и на распространение фильма равны 250 тыс. долл. Таким образом, картина обошлась в 2 млн.
Фильм был создан в ответ на критику, которая обрушилась на предыдущий фильм Гриффита, «Рождение нации», из-за его явного расистского содержания. Ещё на стадии монтажа «Рождения нации» Гриффит приступил к съёмкам нового фильма «Мать и закон». Темой для сценария фильма, позже ставшего основой эпизода «Нетерпимости», послужил судебный процесс — дело Стилоу — и отчёт «Федерал индастриэл комишн» о забастовке, в результате которой, по свидетельству Льюиса Джекобса, по приказу владельца химического предприятия было расстреляно 19 рабочих.
В начале 1915 года фильм «Мать и закон» был завершён, но его выход на экраны задерживался. Жорж Садуль называет 2 возможные причины:
1. Гриффит собирался дополнить фильм.
2. Финансисты «Трайэнгла» боялись беспорядков, которые могли возникнуть по причине «некоторого социального „вольнодумства“ фильма».

Съёмки «Нетерпимости» начались летом 1915 года при финансовой поддержке фирмы «Уорк компани», основным учредителем которой был Гриффит. Фильм состоял из четырёх эпизодов: «Мать и закон», «Жизнь и страдания Христа», «Варфоломеевская ночь» и «Падение Вавилона». Дешевле других обошёлся эпизод «Мать и закон».
В 1939 году Гриффит набросал ради любопытства смету расходов по производству аналогичной картины в фирме «Метро-Голдвин-Мейер». Смета колебалась от 10 до 12 млн. долл.
Основным являлся «Вавилонский эпизод», требовавший огромных расходов. Жорж Садуль указывает следующие суммы ы долларах:
- 650 000 — пиршество Валтасара, что, по мнению Садуля, дороже, чем подлинное библейское пиршество;
- 96 000 — статисты (около 16 тыс. человек);
- 7000 — наряд царицы;
- более 1000 — мантия царицы;
- 20 000 — кордебалет;
- 360 000 — платья напрокат;
- 300 000 — строительные материалы.

Гриффит поручал съёмку каждой сцены «Вавилонского эпизода» большому числу операторов. Съёмки велись одновременно с разных углов площадки, снимая таким образом в разных ракурсах и в разном темпе. «Трэвеллинг» в «Вавилонском эпизоде» осуществлялся с помощью привязного воздушного шара. Такой метод съёмки и впоследствии редко повторялся. Гриффит называл свой фильм «солнечной драмой», так как он редко вёл съёмки при искусственном свете. На части фундамента «вавилонских декораций» были построены павильоны студии «Уолт Дисней».
Для съёмок «Варфоломеевской ночи» был воспроизведён целый квартал старого Парижа. На съёмки эпизода было потрачено 250 000 долларов, в них участвовало 2500 статистов. Эпизод «Страсти Христовы» обошёлся создателям в 300 000 долларов, для него было приглашено 3500 статистов. Данный эпизод в основном строится на общих планах. Воссозданием храмов Галилеи и другими декорациями занимался Фрэнк Уортмен. Постановка сцены свадьбы проходила согласно еврейским традициям, при участии раввина Майерса.
Для статистов были организованы гигантские кухни, и суповые миски циркулировали в вагонетках по узкоколейке системы Дековиля.
В завершённом фильме было почти 14 катушек, то есть около 4100 метров. Это значит, что Гриффит использовал лишь один метр из 30 метров заснятой плёнки. Почти совсем декорации к фильму разрушили в 1930—1932 годы, но некоторые превратились в дома.

## Прокат фильма

### Премьера
Сеймур Стерн о премьере:

В конце августа 1916 года нью-йоркская пресса опубликовала размером в полстраницы анонсы о предстоящей премьере «Нетерпимости», которая была названа «колоссальным спектаклем, блистательным зрелищем эпохи».

Премьера состоялась вечером во вторник 5 сентября 1916 года в «Либерти тиатер» (англ. Liberty Theatre) в Нью-Йорке.
На премьеру пришли сотни знаменитых деятелей искусства, работников театра и кино.
Из-за большого количества людей сеанс, который обычно начинался в 8 часов, смог начаться только к 9 часам. Во время показа делалось два антракта. Демонстрация картины окончилась только в час ночи. Проецирование оригинальной копии потребовало 3 часа 35 минут. Сборы за первый месяц превысили четырёхнедельный сбор «Рождения нации» в этом же театре.
Из анонса в Лондоне:

Рабочее название картины было — «Мать и закон». В течение более чем пяти лет (sic!) Д.-У. Гриффит лично занимался этим фильмом. <…> Прибавляя к своей современной истории события минувших лет, Гриффит целиком отстраняется от всех старых, пришедших из театра концепций. <…>
Исследовательская работа для разработки этих древних эпизодов была проведена коллективом экспертов, работавших три или четыре года для того, чтобы снабдить м-ра Гриффита материалом объёмом в шесть томов, в которых они собрали самые новейшие открытия в этой области.

В Англии премьера состоялась 7 апреля 1917 года в театре «Дрюри Лейн», предварительно фильм показали королевскому семейству и Георгу V в Букингемском дворце. На премьеру пришли Ллойд Джордж, Уинстон Черчилль, лорд Бивербрук, Герберт Джордж Уэллс.

### Коммерческий крах
Фильм не оправдал надежд постановщика и провалился в прокате. Несмотря на такую широкую рекламу, «Нетерпимость» потерпела колоссальный коммерческий крах. Фильм пять месяцев продержался на экране кинотеатра «Либерти» (половину срока исключительного проката «Рождения нации»). В Англии «Нетерпимости» не удалось получить двух месяцев исключительного проката.
Невзирая на желания режиссёра, прокатчики (особенно за границей) разделили фильм на несколько серий и показывали их в хронологическом порядке. Нигде, кроме премьеры на экране «Либерти», фильм не имел успеха.
Ключевые факторы, способствовавшие неудаче, по мнению Садуля:
- фильм был слишком длинен, в сценарии было много промахов;
- соперники в американской кинематографии;
- вступление США в войну.

Терри Ремси о причинах краха:

…Гриффит решил использовать примеры, взятые из истории, для того чтобы взволновать широкие круги публики, часто посещающей кино, драматизмом, основанным на абстрактном принципе… Но зрители пришли на «Нетерпимость» как раз в достаточном количестве, чтобы узнать, что они совсем ничего не понимают в этой истории. Те, для кого создаётся произведение искусства, требующее самой большой аудитории, оказались перед лицом почти алгебраического кинообразчика. Всё кончилось конфузом.

Рене Белле о причинах краха:

Как отнестись к нелепой мысли, считать судебную ошибку примером нетерпимости в наши дни? В данном случае имеет место лишь несчастье человека… <…> Случай с судебной ошибкой доведён до абсурда, и это удивляет зрителей, которые хотят лишь одного — развлечения.

Сергей Эйзенштейн:

…получилось сочетание «четырех разных историй», а не сплав четырёх явлений в однообразное обобщение… формальная неудача их слияния в единый образ Нетерпимости есть лишь отражение ошибочности тематической и идейной… Секрет здесь не профессионально-технический, но идеологически-мыслительный.

## Художественные особенности

### Влияния на фильм
По мнению Сергея Комарова, ряд сцен и эпизодов «Нетерпимости» буквально повторяет «Кабирию» Джованни Пастроне, а именно статуи слонов, воздевших хоботы в центральной декорации вавилонского эпизода. О влиянии Пастроне на Гриффита говорили также Монтесанти и Беллуккио.
Об очевидности влияния «Кабирии» на Гриффита, а также о заимствовании «формы повествования» и «манеры беспрерывной смены мест действия»писал и Жорж Садуль.
Сам Гриффит заявлял, что он даже не видел этого фильма.
Пастроне очень враждебно относился к любому плагиату. Так, во избежание заимствований он даже построил ложные декорации «Кабирии». Однако несмотря на это, слоны были заимствованы ещё до Гриффита и появились в фильме «Саламбо».
Из воспоминаний ассистента Гриффита Джозефа Хенабери:

Гриффит был совершенно влюблён в этих слонов. Он хотел, чтобы по такому слону стояло на каждой из восьми колонн дворца Валтасара. Я стал рыться в моих книгах. «Я извиняюсь, — сказал я, — я не нахожу никакого оправдания для этих слонов. Меня не волнует, что там нарисовал Доре или какой-нибудь другой иллюстратор Библии. Я не вижу причин, чтобы ставить здесь этих слонов. Во-первых, в этой стране слоны не водились. Они могли о них знать, но я не нашел ни одной ссылки на это».
В конце концов этот парень Уэйлс (глава созданного исследовательского отдела фирмы «Трайенгл») где-то отыскал комментарий по поводу слонов на стенах Вавилона, и Гриффит в восторге буквально ухватился за него, очень уж он хотел этих слонов.
Михаил Ямпольский утверждает, у вавилонских декораций есть ещё один изобразительный источник — картина английского живописца Джона Мартина «Пир Валтасара» (1820). Хенсон указывает на то, что Гриффит хорошо знал эту картину, так как её репродукция имелась в альбоме изобразительных материалов, собранных им для фильма.
В картине, как и в фильме Гриффита, есть огромные колонны, но увенчанные не слонами, а змеями. Режиссёр заменил змей именно слонами, так как слоны традиционно считаются антагонистами змей.
В 1831 году X. С. Силоуз создал гравюру «Разрушение Вавилонской башни», которая является явным подражанием Джону Мартину. Но в гравюре Сизлоу появляются четыре скульптуры слона.

### Общий художественный замысел
Главная художественная особенность фильма в том, что в нём затронуты и проиллюстрированы классические христианско-библейские темы, изложенные новым средством — языком кинематографа. Режиссёром предпринята достаточно смелая и решительная попытка найти способ решения вековых проблем человечества в современном ему времени и обществе.
Важным является то, что в качестве иллюстраций своей главной идеи наряду с драматическими событиями прошлого и библейскими сценами он выбрал также и сюжетную линию, актуальную и хорошо понятную основной массе зрителей — американцев, для которых фильм, прежде всего, создавался. Все художественные, технические, сюжетные и другие, даже не очень значительные, особенности фильма (вплоть до стиля оформления титров, слегка напоминающего Библию) невозможно правильно понять и оценить, если не учитывать общий миссионерский замысел фильма.
Режиссёр внес множество революционных инноваций, оставшихся навсегда в арсенале кинематографа, именно в попытке создать некий грандиозный кинематографический собор, все составные элементы которого подчинены единому общему замыслу.

### Структура
Жорж Садуль о структуре фильма:

В начале «Нетерпимости» эти четыре истории действительно звучат почти эпически, так как между «главами», ещё чётко отделёнными одна от другой, сохраняется относительное равновесие. Но, начиная с середины, темп действия ускоряется, ритм становится более прерывистым и все эпизоды, все эпохи словно сливаются воедино — в преследование, подчиняясь излюбленному приёму Гриффита — «спасения в последнюю минуту».

Всеволод Пудовкин отметил выразительность крупных планов; глубокое понимание роли детали; умелое использование композиции кадра для подчеркивания психологического состояния героев; грандиозную масштабность постановки; разнообразие в применении средств съёмочной техники — наезды, наплывы, затемнения и, наконец, совершенное чувство ритма в монтажных построениях.
Важным техническим новаторством в фильме было то, что все четыре сюжета из разных эпох и разных стран развёртывались не отдельно, а одновременно. Монтажные склейки между эпизодами, переносящие зрителей из эпохи в эпоху разбиты титрами, оформленными как разворот старинной книги-фолианта. В наши дни своеобразно выглядят научные сноски на некоторых титрах — кто именно воссоздал брачный обряд в древнем Вавилоне, согласно монографии какого ученого отснята та или иная сцена и т. п. В современном понимании происходит некое смешение художественного и научно-популярного жанра.

### Хэппи-энд
Традиционный финал хэппи-энд, перекочевавший затем из американского кинематографа во все прочие, начался именно с фильмов Гриффита. До Гриффита хорошим тоном считалось снимать не просто драмы, а именно трагедии. Главный герой должен был непременно погибнуть в финале, зрители шли в кино, заранее этого ожидая, как сейчас многие ждут традиционный хэппи-энд.
«Нетерпимость» стала одним из первых фильмов, где основная (наиболее актуальная для американских зрителей) сюжетная линия завершается счастливо. Это новаторское для того времени художественное решение усилило фильм, позволило донести до зрителя миссионерский замысел режиссёра и сделало фильм классикой мирового кинематографа.

### Особенности монтажа
Жорж Садуль о монтаже:

Монтаж, использованный как творческий метод, как стилистический приём и почти как мировоззрение, — сущность «Нетерпимости». Большая насыщенность кадров почти исключает движение аппарата. Несколько «трэвеллингов» в первой части фильма подчёркивают значительность декораций. <…>
Монтаж поглотил такое огромное количество плёнки оттого, что Гриффит, набросав литературный сценарий, вёл съёмки без рабочего сценария.

Первоначально Гриффит хотел поставить «Нетерпимость» в 80 частях и выпускать её сериями. Однако для осуществления такого проекта он не нашёл достаточных денежных средств. Фильм получился в 14 частях, что было по тем временам также необычайным явлением.
Фильм имел сложную структуру, сложную систему монтажа. Для своего времени «Нетерпимость» была новаторским фильмом, опередившим по многим показателям дух времени. Современники не могли дать ему правильную оценку.
Гриффит стал основоположником нового подхода к монтажу фильмов. Такой, казалось бы, чисто технический приём, как монтажная склейка, был использован им для фундаментального изменения представления об экранном времени и месте действия. Максимум, на что осмеливались режиссёры до Гриффита — это внутриэпизодный монтаж (укрупнение плана для фиксации мимики героев) или монтаж нескольких последовательных эпизодов. Гриффит первым вышел за эти рамки, использовав монтаж для перехода в другие сюжеты, места действия, временны́е эпохи. В начале фильма каждый такой переход сопровождается текстовым комментарием, оформленным как страница из книги-фолианта, помогающим зрителю осознать и приготовиться к переходу в новое пространственно-временное измерение. По мере ускорения развития событий во всех сюжетных линиях в конце фильма Гриффит переходит к прямой монтажной склейке между разнородными эпизодами.
Новаторство привело к огромному перерасходу плёнки (1:30), а также к тому, что зрители фильм не поняли, и он оказался провальным в коммерческом отношении. Однако фильм вошёл в историю, по сути став одним из первых художественных фильмов в современном понимании.

## Влияние
Только 10 лет спустя постановка фильма «Бен Гур» по размаху превзошла «Нетерпимость». Но съёмки этого фильма, частично сделанные в Италии, завершились в Голливуде, и гонорары статистам и кинозвездам были гораздо выше, чем при постановке «Нетерпимости» – фильма без кинозвёзд.
«Нетерпимость», вместе с фильмом «Кабирия», является предвестником жанра пеплум. Сесиль Блаунт де Милль восстановил и использовал «вавилонские декорации» для своих «Десяти заповедей».
В 1958 году в Брюсселе в рамках Всемирной выставки бельгийская синематика провела опрос среди ведущих киноведов мира для определения «двенадцати лучших фильмов всех времён и народов». В почётный список по праву вошла и «Нетерпимость» Дэвида Гриффита.

«Похищение ребёнка» — шедевр, оказавший своим сюжетом и стилем глубокое влияние на последующую эволюцию кино. <…> Из этого эпизода выходит другой знаменитый эпизод: похищение «малыша» дамами из «благотворительного общества» в фильме «Ребёнок» (1920). Странно, что часто не обращают внимания на этот явный долг Чаплина Гриффиту.
— Жорж Садуль

Гриффит представляет собой прошлое киноискусства, хотя никто не оказывает чести киноискусству признанием за ним права иметь своё прошлое…

Д.-У. Гриффит увлечен деталями, однако он избегает сухости. И всё же иные кадры «Сердец мира» суховаты… «Нетерпимость» ритмичнее. Симфония ширится, нарастает в едином порыве, распадается, преображается от богатства деталей; она безупречна. Ритм картины изумителен. Именно он и превращает «Нетерпимость» в настоящее произведение искусства, а Гриффита — в художника…
Он, если угодно, — первое вступление к киноискусству, Инс — второе.
— Луи Деллюк

…в «Нетерпимости» он уже вводит ту синтетическую концепцию монтажа, из которой советское кино сделает крайние выводы и которая в конце немого периода получит, хоть и не в столь абсолютном выражении, повсеместное признание.— Андре Базен
В вышедшей в 2011 году видеоигре «L.A. Noire» в одном из расследований одной из улик является фотография декораций для вавилонского эпизода из фильма «Нетерпимость», в котором по сюжету играл подозреваемый, а в конце этого расследования также будет погоня за подозреваемым по этим декорациям. Также в этой же игре, но в другом деле, среди этих декораций надо будет искать маньяка.